# Escherichia coli enterohemorrágica
Escherichia coli enterohemorrágica (EHEC) productoras de verotoxina, son determinadas cepas de la bacteria intestinal Escherichia coli (E. coli) causantes de enfermedades. El sufijo enterohemorrágica (entero del griego antiguo ἔντερον enteron – intestino y hemorrágica de hemorragia) indica que el EHEC puede dar lugar a enfermedades diarreicas con sangre (colitis enterohemorrágica). 

## Agente biológico patógeno

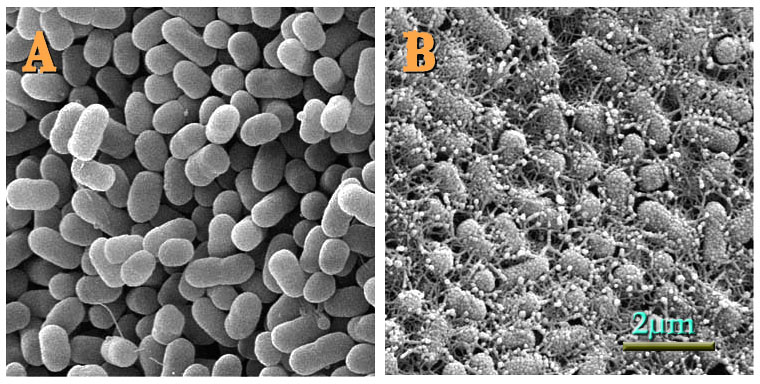
Imágenes topográficas de colonias de E. coli O157:H7 (A) 43895OW (no productoras de curli) y (B) 43895OR (productoras de curli) sobre agar (48 h bei 28 °C).

E. coli es una bacteria gramnegativa muy extendida. Varias cepas no patógenas forman parte de la flora normal del intestino del humano. Sin embargo, existen ciertas cepas serológicas que pueden provocar enfermedades intestinales en los humanos. Al margen del EHEC, que se documentó por primera vez en 1977, hay otros E. coli patógenos: E. coli enteropatógenas (EPEC), E. coli enteroformador de toxinas (ETEC) y E. coli enteroinvasiva (EIEC), E. coli enteroagregativa (EAEC) así como E. coli difusadherente (DAEC).
Las bacterias E. coli enterohemorrágicas (EHEC) cuentan con varias particularidades que aumentan su potencial patógeno: en primero lugar se pueden adherir a las células del epitelio de la pared del intestino gracias a una proteína de envoltura (Adhesina). En segundo lugar, gracias a una infección de fagos poseen un gen para la producción de una toxina, que se asemeja a la neurotoxina necrósica  de la bacteria Shigella dysenteriae, que se denomina toxina II de tipo Shiga o también toxina vero. Finalmente, los cultivos de EHEC también producen una hemólisis codificada de plásmido (toxina destructora de células de sangre). Entre los tres serotipos O157, O103 y O26 se distribuyen casi el 60 % de los agentes biológicos. La letra "O "(no la cifra cero) hace aquí referencia a los lipopolisacáridos que actúan como antígenos contra la superficie de las membranas exteriores de la célula de las bacterias. Para la virulencia también es esencial la presencia de la proteína sensor QseC.
Las bacterias E. coli enterohemorrágicas son E. coli productoras de toxinas similares al Shiga (STEC) o E. coli productoras de toxina Vero (VTEC). Sin embargo, sólo se denomina EHEC a los cultivos patógenos.

## Transmisión
El agente biológico y las enfermedades infecciosas que causa se dan en todo el mundo. La principal reserva del agente son los rumiantes, principalmente las vacas, pero también las ovejas y las cabras, en cuyos intestinos son frecuentes, pero sin derivar en enfermedades.  
La transmisión del agente puede ocurrir de formas muy variadas, pero principalmente por medio de la ingestión oral directa o indirecta de restos fecales. El agente se puede transmitir a la comida, especialmente a carne o leche cruda. Una infección también es posible por medio de agua para beber o para el higiene contaminada con heces. Agua para el consumo contaminada con desechos animales en 2000 en la localidad canadiense de Walkerton provocó más de 2000 enfermos y 18 fallecidos. Además, también es posible una contagio de hombre a hombre o de animal a hombre mediante el contacto. También las moscas pueden propagar el EHEC. Con menos de 100 bacterias es suficiente para que se produzca el contagio.

## Epidemiología

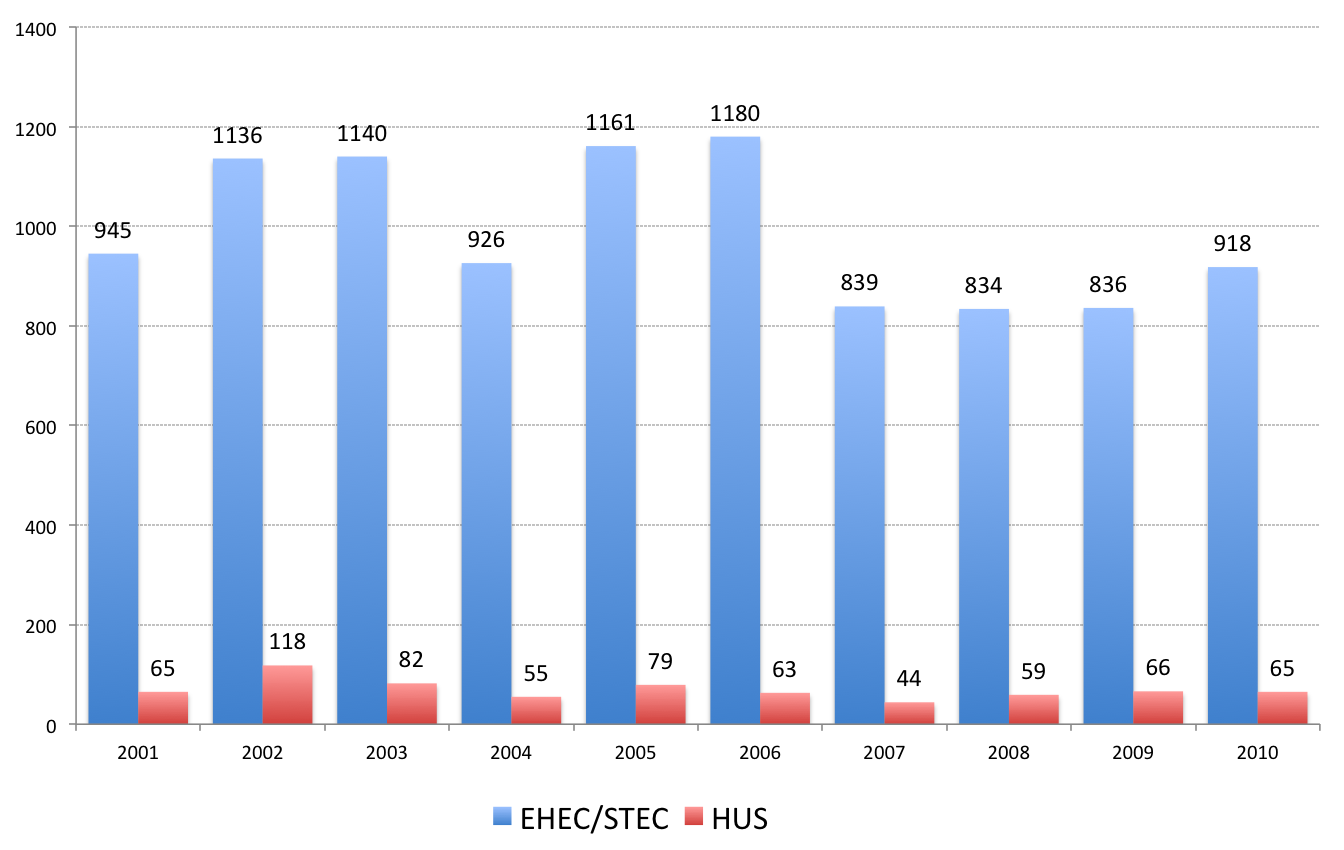
Casos confirmados de EHEC/STEC y HUS por año y categoría en Alemania según la definición de referencia del Instituto Robert Koch; Datos del 25 de mayo de 2011

Fuera de Alemania hubo brotes importantes de enfermedades provocadas por el EHEC , sobre todo del serotipo O157:H7: como ocurriera en los Estados Unidos en 1982 cuando muchas personas enfermaron tras la ingestión de salchichas que no se calentaron lo suficiente, en Japón en 1996 cuando más de 9.000 escolares enfermaron por la ingestión de semillas germinadas de rábanos y en 2006 a partir de California en 26 estados de la nación.
En 2009 se documentaron en Alemania un total de 836 casos de infección de EHEC sin HUS según el Instituto Robert Koch, el 44% de ellos niños de menos de 5 años.

### Aumento de casos por el agresivo mutante de 2011
En mayo de 2011 se produjo un brote de la bacteria E. coli enterohemorrágica, concretamente del serotipo O104:H4, que produjo la muerte de al menos 23 personas en Alemania y más de un millar de infectados. 
El brote provocó una crisis alimentaria en Europa que se denominó erróneamente como crisis del pepino, tras una acusación errónea por parte de las autoridades de Alemania contra los pepinos españoles como causantes de la epidemia. Los análisis impuestos por la Comisión Europea demostraron que no había contaminación por E. Coli en los cultivos españoles de pepinos en Almería, Granada y Málaga, y que la bacteria hallada en las muestras de pepinos importados eran de un tipo de E. Coli distinto a la bacteria epidémica.

## Transcurso de la enfermedad, complicaciones
La infección puede discurrir con la ausencia de síntomas. En otros casos, después de un tiempo de incubación de 3 o 4 días (si bien se conocen casos de hasta 10 días), se manifiesta una gastroenteritis, que se puede desarrollar en una Colitis enterohemorrágica. Las toxinas destruyen las células de la pared del intestino y de los vasos sanguíneos, especialmente en el cerebro y en los riñones. Junto a las toxinas Shiga hay otros factores de la virulencia del EHEC como la proteína codificada en LEE, la hemólisis EHEC, la CDT (cytolethal distending toxin), las serín proteasas EspP y proteínas que adquieren hierro, por lo que los a variados cuadros clínicos provocados por la EHEC se les considera procesos multifactor.
Una complicación severa de la infección intestinal del EHEC es el síndrome urémico hemolítico (HUS o SUH), que puede darse con o sin complicaciones neurológicas. Los casos de SUH se deben en aprox. el 85% de los casos a una infección EHEC/STEC, aunque también puede deberse a la Shigella o a otros agentes biológicos patológicos. Estudios recientes han demostrado que la púrpura trombocitopénica trombótica (PTT), que también se consideraba una opción en este contexto, se debe a un cuadro clínico diferente, y por ello ya no se incluye en las estadísticas oficiales.
La excreción de las bacterias suele ocurrir en un período que varía entre 5 y 20 días, aunque especialmente entre los niños puede tardar varios meses. Durante este período es posible el contagio de otras personas.

## Diagnóstico
El diagnóstico se produce por medio de la reacción en cadena de la polimerasa (RCP) con primeros que se unen a secciones de ADN específicos de EHEC y así posibilitan la réplica de un gen típico para EHEC a la polimierasa de ADN. Los resultados de la RCP se pueden comprobar frente a ADN de EHEC típico. De forma adicional se puede demostrar la existencia de la toxina Shiga I y II producida por el agente biológico. Cómo métodos se pueden utilizar ELISAs o métodos de espectrometría de masas. Junto a las técnicas clásicas de acoplamiento cromatográficas o de espectrometría de masas, cada vez se utiliza más la analítica MALDI-TOF.

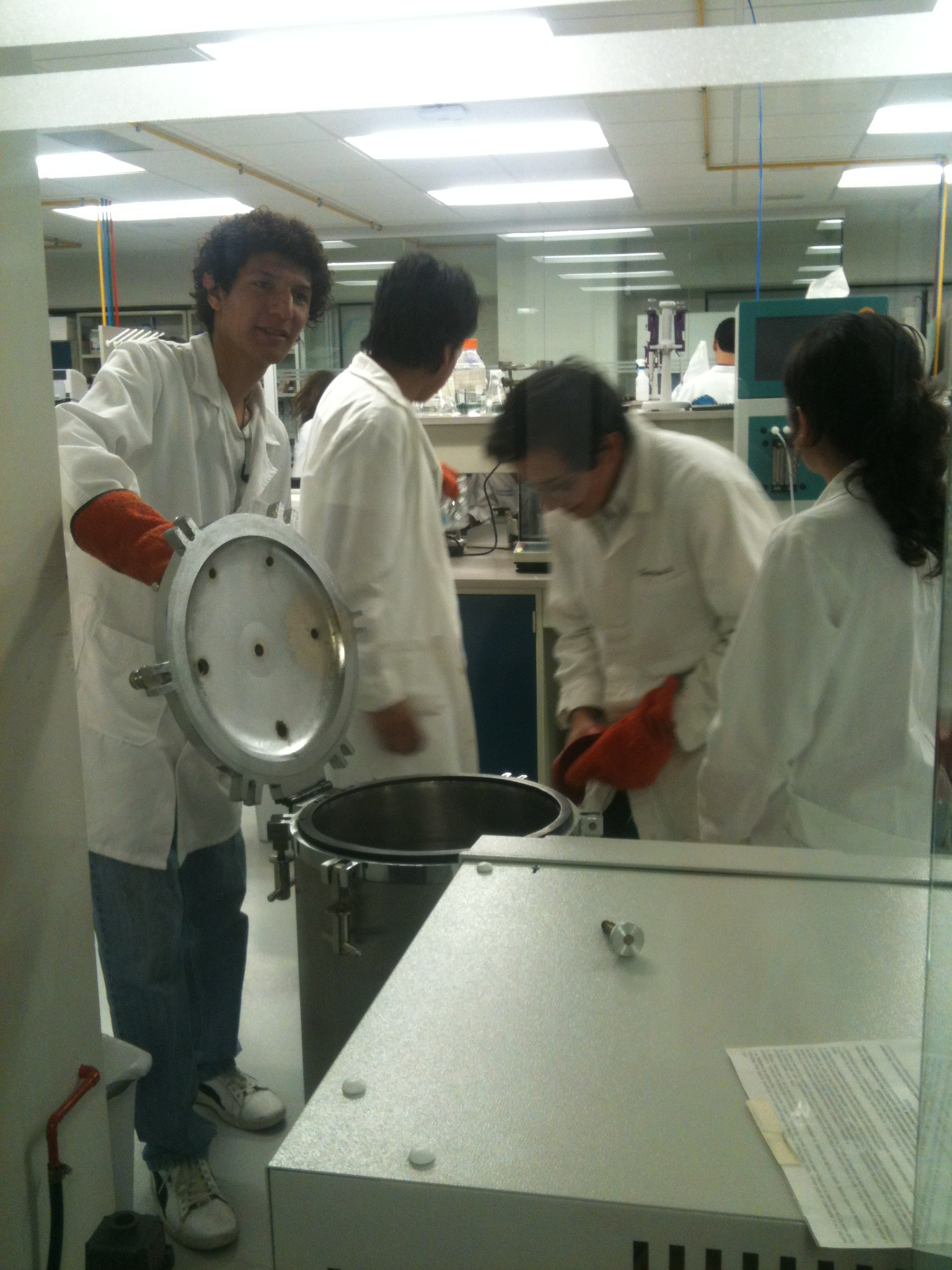
Estudiante de biotecnología del ITESM CCM esterilizando material en un autoclave para siembra de E. coli por dilución serial.

## Terapia
Un combate de este agente biológico con antibióticos no es garante de éxito, dado que así se puede posponer la excreción de las bacterias o el trascurso de la enfermedad se puede agravar con una mayor formación de toxinas. El tratamiento depende de los síntomas mediante el reemplazo de la pérdida de agua y electrolitos, que se produce en el caso de colitis severas. No se prescriben medicamentos que dificultan el movimiento intestinal, tales como la loperamida, para no evitar al excreción de las toxinas y del agente. La complicación SUH tiene que tratarse con medicina intensiva, por ejemplo con transfusiones de sangre, la estimulación de la excreción de la orina por medio de diuréticos, diálisis en forma de hemofiltraciones e intercambio de plasma. Los pacientes en los hospitales son aislados del resto de enfermos.
Desde 2009 hay algunos informes sobre el uso del anticuerpos monoclonal Eculizumab entre niños con SUH, que no reaccionaron al tratamiento de plasmaféresis, así como de un SUH atípico tras un trasplante de riñones. A raíz de estos informes se hace uso de forma experimental de Eculizumab en algunas clínicas de Alemania desde el 28 de mayo de 2011 en casos críticos de SUH, que no mostraron mejoras con un tratamiento de plasmaféresis. El factor de éxito de esta medida no podrá evaluarse, según Rolf Stahl, del Clínico Universitario de Hamburg-Eppendorf, hasta 3-4 semanas después del comienzo de la terapia.